# 손창완
손창완(孫昌浣, 1955년 10월 10일 ~ 2025년 1월 21일)은 대한민국의 정치인이다.

## 생애
1955년 10월 10일 전라남도 장성군 북이면 사거리에서 태어났다. 장성북이초등학교, 광주서중학교, 광주제일고등학교를 거쳐 동국대학교 경찰행정학과를 졸업했으며, 같은 대학교 행정대학원에서 경찰학 석사 및 박사 과정을 수료했다. 대학 재학 중 동국대학교 학생군사교육단(ROTC) 16기로 임관하여 대한민국 육군 중위로 복무한 뒤 전역했다.
이후 경찰공무원으로 근무하면서 경기안산경찰서장 총경, 서울강남경찰서장, 경기지방경찰청 제3부장 경무관, 서울지방경찰청 차장, 전북지방경찰청장, 경찰대학장 등을 역임했다. 박근혜 정부 초기에는 한국철도공사 상임감사로 재직했다.
2016년 제20대 국회의원 선거에서는 더불어민주당 후보로 경기도 안산시 단원구 을 선거구에 전략공천을 받아 출마했으나, 표 분산으로 인해 낙선했다.
2018년 12월 14일 한국공항공사 사장으로 임명되었다. 항공 분야와 관련한 경력이 부족하다는 지적과 함께 낙하산 인사라는 비판도 있었다. 당초 임기는 2021년 12월 13일 종료 예정이었으나, 후임 임명이 지연되면서 2022년 2월 24일 퇴임하였다.

## 사망
2025년 1월 21일 자택에서 숨진 채 발견되었다. 경찰에 따르면 이날 오후 6시경, 경기도 군포시 산본동 자택에서 외출 후 귀가한 가족에 의해 발견되어 신고가 접수되었다.
그는 한국공항공사 사장 재직 당시인 2020년 5월, 무안국제공항의 방위각시설(로컬라이저) 개량 사업을 추진했다. 이 사업을 통해 설치된 콘크리트 구조물은 2024년 12월 29일 발생한 제주항공 2216편 활주로 이탈 사고에서 피해를 키운 요인 중 하나로 지목되었다. 당시 사고로 179명의 사망자가 발생했으며, 구조물의 위치와 설계가 안전에 미친 영향을 두고 논란이 일었다.
항공 분야에 대한 전문성이 부족한 상태에서 해당 공사를 강행했다는 점에 대해 비판이 제기되었고, 이로 인해 사고의 책임이 일부 제기되었다. 경찰은 시신 발견 당시의 정황과 상태 등을 토대로, 사고 이후 심리적 충격에 따른 극단적 선택 가능성에 무게를 두고 수사를 진행 중이다.

## 가족 관계
- 배우자: 김영귀
  - 슬하: 손보라, 손희선

| 전임 성일환 | 제12대 한국공항공사 사장 2018년 12월 14일 ~ 2022년 2월 24일 | 후임 윤형중 |